# Adrien Lebeau
Adrien Lebeau (* 8. Juli 1999 in Metz) ist ein französischer Fußballspieler. Der offensive Mittelfeldspieler steht aktuell in der 3. Liga bei Hansa Rostock unter Vertrag.

## Karriere
Adrien Lebeau wurde im lothringischen Metz geboren und begann im nahegelegenen Trémery beim FC Trémery. Später wechselte er in die Fußballschule des FC Metz. Über einen Umweg beim FC Évian Thonon Gaillard landete Lebeau in der Jugendabteilung von Racing Straßburg. Am 25. August 2019 debütierte er im Alter von 20 Jahren beim 0:2 im Heimspiel gegen Stade Rennes in der Ligue 1, als er in der 79. Minute für Jean-Ricner Bellegarde eingewechselt wurde. Wettbewerbsübergreifend kam Adrien Lebeau bis zum Abbruch der Saison – die Corona-Krise machte dies notwendig – auf sechs Einsätze, wobei ihm am 4. Januar 2020 beim Spiel im Zweiunddreißigstelfinale des französischen Pokals gegen den Fünftligisten Stade Portelois ein Tor gelang. In der Saison 2020/21 blieb er bei den Profis ohne Einsatz.
Im August 2021 wechselte Lebeau nach Deutschland zum Drittligisten SV Waldhof Mannheim. In seiner ersten Saison in der Kurpfalz kam er in 24 Spielen zum Einsatz und erzielte drei Tore. Verletzungsbedingt blieben Adrien Lebeau weitere Einsätze verwehrt. Der SV Waldhof wurde zum Saisonende Fünfter. Im DFB-Pokal erreichte der Verein nach einem Sieg gegen Eintracht Frankfurt die 2. Runde und schied dort gegen den 1. FC Union Berlin aus. Zudem wurde der Landespokal Baden gewonnen. In der Saison 2022/23 lief Lebeau aufgrund von Verletzungen nur noch 15 Mal auf und konnte dabei fünf Treffer erzielen.
Nachdem sein Vertrag im Juni 2023 ausgelaufen war, verließ er den Verein und schloss sich dem französischen Erstligisten Stade Brest an. In der Bretagne konnte sich Adrien Lebeau nicht durchsetzen und hatte im Ligaalltag lediglich sieben Einwechslungen für sich verbuchen können. Stade Brest qualifizierte sich zum Saisonende sensationell für die UEFA Champions League. Nach nur einem Jahr verließ Lebeau sein Herkunftsland wieder.
Zur Saison 2024/25 wechselte er abermals in die 3. deutsche Liga zu Hansa Rostock.

## Erfolge
- Landespokalsieger Mecklenburg-Vorpommern: 2025 (mit Hansa Rostock)